# Công nhận các cặp cùng giới ở Romania
Romania không công nhận hôn nhân cùng giới hoặc kết hợp dân sự, mặc dù điều này được công nhận quyền cư trú của các cặp vợ chồng cùng giới nếu một đối tác là công dân EU.
Hiến pháp Rumani định nghĩa hôn nhân là giữa "hai vợ chồng", mặc dù luật pháp Rumani định nghĩa rõ ràng hôn nhân là sự kết hợp giữa một người đàn ông và một người phụ nữ. Những nỗ lực sửa đổi Hiến pháp để cấm kết hôn cùng giới đã thất bại.
Theo kết quả của phán quyết của Tòa án Công lý Châu Âu vào tháng 6 năm 2018, các đối tác kết hôn cùng giới của công dân EU phải được công nhận cho mục đích thiết lập quyền cư trú tại Romania.

## Lịch sử

### Chiến dịch bầu cử năm 2004
Cựu Tổng thống Rumani Traian Băsescu nói trong chiến dịch bầu cử cuối năm 2004 rằng ông thấy không có gì sai với hôn nhân cùng giới. Đảng Dân chủ Xã hội đối lập sau đó đã sử dụng những bình luận chống lại ông trong chiến dịch tranh cử tổng thống.

### Hoạt động
Người bảo vệ quyền LGBT chính ở Romania, ACCEPT, đã ủng hộ quyền hợp tác cho các cặp cùng giới cũng như cho hôn nhân cùng giới ở Romania. Tổ chức này đã phát động một chiến dịch hợp pháp hóa hôn nhân cùng giới ở Rumani trong Hội nghị Gay GayFest 2006, kéo dài từ ngày 30 tháng 5 đến ngày 4 tháng 6 và được tổ chức theo chủ đề "Hôn nhân cùng giới và kết hợp dân sự ở Rumani". Sự kiện này đã gây ra cuộc tranh luận rộng rãi về vấn đề này trên các phương tiện truyền thông. Các nhà hoạt động LGBT từ ACCEPT đã tổ chức một cuộc tranh luận công khai và hội thảo về hôn nhân cùng giới vào ngày 31 tháng 5, và kêu gọi Chính phủ cung cấp hôn nhân hoặc ít nhất là kết hợp dân sự cho các cặp cùng giới, cung cấp hỗ trợ trong việc lập một đề xuất lập pháp.
Romaniţa Iordache, chủ tịch của ACCEPT, tuyên bố vào ngày 31 tháng 5 năm 2006 rằng "Điều 200 [luật chống đồng tính cuối cùng] đã bị bãi bỏ, nhưng chúng tôi [cộng đồng LGBT] vẫn không có quyền bình đẳng, mặc dù Hiến pháp bảo đảm điều này. "Người phát ngôn của ACCEPT, Florin Buhuceanu, tuyên bố rằng," đảm bảo sự bình đẳng về quyền thông qua việc công nhận hôn nhân cùng giới... chỉ là một bước tiến."
Lễ kết hôn cùng giới với tôn giáo đầu tiên của Rumani diễn ra vào ngày 5 tháng 6 năm 2006, sau cuộc họp của Gay GayFest, khi Florin Buhuceanu, giám đốc điều hành của ACCEPT, kết hôn với đối tác Tây Ban Nha bốn năm. Cuộc hôn nhân mang tính biểu tượng, không có tư cách pháp lý ở Rumani, đã được ban phước bởi Giáo hội Cộng đồng Metropolitan ở thành phố Bucharest, một giáo phái quốc tế công nhận các hôn nhân cùng giới và ủng hộ quyền LGBT. Cặp đôi kết hôn chính thức sau đó vào năm 2006, trong một cuộc hôn nhân dân sự ở Tây Ban Nha, nơi hôn nhân cùng giới là hợp pháp.

### Cấm hôn nhân cùng giới
Vào ngày 13 tháng 2 năm 2008, Thượng viện Rumani đã bỏ phiếu ủng hộ sửa đổi Bộ luật Dân sự, do Đảng Greater Romania đề xuất, để xác định rõ ràng hôn nhân chỉ là giữa nam và nữ. Trước đây, luật pháp chỉ sử dụng từ "giữa vợ chồng". Việc sửa đổi đã được phê duyệt với 38 phiếu bầu, 10 phiếu chống và 19 phiếu trắng. Nó đã không được bỏ phiếu trong Phòng nghị sĩ, và khi cuộc bầu cử mới diễn ra vào cuối năm đó, luật pháp đã chết.
Vào tháng 5 năm 2009, một Bộ luật Dân sự mới đã được Chính phủ đề xuất. Tiểu ban Nghị viện chịu trách nhiệm về Bộ luật Dân sự đã quyết định sửa đổi định nghĩa về hôn nhân, đề cập rõ ràng rằng đó phải là "giữa một người đàn ông và một người phụ nữ". Hơn nữa, một sửa đổi đã được thông qua nói rằng nhà nước Rumani sẽ không công nhận hôn nhân cùng giới nước ngoài.
Điều 259 của Bộ luật Dân sự quy định rằng hôn nhân là "sự kết hợp tự do giữa một nam và một nữ". Ngoài ra, Điều 277 của bộ luật nhấn mạnh rằng "hôn nhân sẽ bị cấm giữa những người cùng giới".

## Kết hợp dân sự
Kết hợp dân sự đã không được luật hóa ở Romania, mặc dù một số nỗ lực thất bại trong quá khứ.

### Lịch sử
Vào ngày 23 tháng 2 năm 2008, Péter Eckstein-Kovács, một nghị sĩ của Liên minh Dân chủ Hungari ở Rumani, đã đề xuất hợp pháp hóa các quan hệ đối tác đã đăng ký cho phép các cặp cùng giới và khác giới chưa kết hôn một số quyền. Ông nói rằng Bộ luật Gia đình hiện tại đã được "thông qua hơn năm mươi năm trước và không còn phản ánh thực tế xã hội, cả trong trường hợp đồng tính luyến ái và dị tính". Điều này đánh dấu lần đầu tiên ở Romania rằng một chính trị gia rõ ràng đã hỗ trợ quan hệ đối tác dân sự cho các cặp cùng giới.
Vào ngày 23 tháng 7 năm 2008, Péter Eckstein-Kovács đã giới thiệu lại một dự luật hợp tác dân sự tại Thượng viện. Tuy nhiên, dự luật đã chết tại Thượng viện sau cuộc 2008 bầu cử lập pháp Rumani.
Một dự luật hợp tác dân sự đã được giới thiệu bởi Đảng Tự do Dân chủ Phó Viorel Arion vào tháng 2 năm 2011. Nó sẽ cung cấp cho các cặp cùng giới và khác giới một số quyền của hôn nhân. Nó đã nhận được một khuyến nghị thuận lợi từ Ủy ban Lập pháp của Phòng Đại biểu. Tuy nhiên, dự luật đã bị Chính phủ phản đối, trong đó tuyên bố rằng Bộ luật Dân sự chỉ công nhận một hình thức quan hệ ở Romania (hôn nhân giữa nam và nữ).

### Hóa đơn của đảng xanh
Vào tháng 4 năm 2013, nghị sĩ đảng Xanh Remus Cernea tuyên bố ông sẽ đưa ra một luật được đề xuất sẽ trao cho các cặp cùng giới những quyền tương tự như những người dị tính, gây ra những phản ứng dữ dội từ những người phản đối hành động này. Trong số những người kịch liệt nhất là từ Thượng nghị sĩ Puiu Hașotti, người mô tả người đồng tính là "người bệnh" và "không tự nhiên", khiến một tổ chức quyền đồng tính CHẤP NHẬN gửi đến Hội đồng quốc gia chống phân biệt đối xử. Vào ngày 4 tháng 7 năm 2013, Cernea đã giới thiệu dự luật tại Thượng viện. Vài tháng sau, Chính phủ Rumani đã ra tuyên bố xác nhận họ sẽ không ủng hộ dự luật và vào ngày 17 tháng 12 năm 2013, dự luật đã bị Thượng viện bác bỏ bởi 110-2 phiếu. Vào ngày 13 tháng 3 năm 2014, một ủy ban tư pháp đã nhất trí khuyên Quốc hội từ chối đề xuất này. Vào ngày 11 tháng 6 năm 2014, dự luật đã bị Phòng Đại biểu từ chối với 298 phiếu chống lại dự luật, 4 phiếu ủng hộ dự luật và 5 phiếu trắng.
Vào ngày 31 tháng 3 năm 2015, một đề nghị khác của liên minh dân sự đã bị Thượng viện bác bỏ với 49 phiếu thuận, 8 phiếu chống và 3 phiếu trắng.

### Nỗ lực cải cách 2018/19
Vào tháng 4 năm 2018, Liviu Dragnea, Chủ tịch Phòng Đại biểu, bày tỏ sự ủng hộ đối với kết hợp dân sự. Vào ngày 9 tháng 10 năm 2018, chỉ vài ngày sau khi trưng cầu dân ý thất bại cấm kết hôn cùng giới trong Hiến pháp Rumani, Bộ trưởng các vấn đề châu Âu, Victor Negrescu, tuyên bố rằng một dự luật cho phép dân sự quan hệ đối tác đã được hoàn thành và sẽ được giới thiệu vào giữa tháng 10. Tuy nhiên, vào giữa tháng 10 năm 2018, một số phương tiện truyền thông cho biết việc giới thiệu dự luật đã bị hoãn lại và phán quyết Đảng Dân chủ Xã hội (PSD) và chính Dragnea không còn ủng hộ ý kiến. Vào ngày 29 tháng 10, Thượng viện đã bác bỏ dự luật được giới thiệu bởi Thứ trưởng Độc lập Oana Bîzgan. Vào ngày 31 tháng 10, một nhóm gồm 42 đại biểu từ các bên khác nhau đã gửi một dự luật khác đến Phòng đại biểu.
Hai dự luật kết hợp dân sự riêng biệt đã bị Thượng viện bác bỏ vào tháng 3 năm 2019. Một dự luật công nhận các công đoàn của các cặp cùng giới và khác giới "với mục đích thiết lập cuộc sống riêng tư và gia đình". Dự luật khác đề xuất các quyền chung cho các cặp vợ chồng kết thúc mối quan hệ đối tác và các khía cạnh được bảo hiểm như quyền kế vị, trừng phạt chống bạo lực gia đình, nghĩa vụ hỗ trợ đối tác mất năng lực và các cơ sở tài chính hoặc lợi ích xã hội do nhà nước cấp.